# Leucauge fibulata
Leucauge fibulata este o specie de păianjeni din genul Leucauge, familia Tetragnathidae. A fost descrisă pentru prima dată de Tord Tamerlan Teodor Thorell în anul 1892. Conform Catalogue of Life specia Leucauge fibulata nu are subspecii cunoscute.